# Галтар и золотое копьё
Галтар и золотое копьё (англ. Galtar and the Golden Lance) — американский приключенческий мультсериал, выдержанный в стилистике фэнтези и техно-панка. Сериал был выпущен компанией Hanna-Barbera Productions, который транслировался в 1985-86 годах как часть блока «Funtastic World of Hanna-Barbera». В общей сложности были отсняты 21 серии, создание было вдохновлено растущей популярности франшизы He-Man.

## Сюжет
Власть в королевстве Бэндизар узурпирована тираном Тормаком, который окружил себя армией преданных головорезов под командованием туповатого генерала Утара и колдуна и мастера иллюзий Крымма. Противостоят ему молодой воин Галатар, обладатель магического копья света, способного разделяться на два меча и испускать лучи энергии, а так же законная наследница престола — принцесса Голита и её брат-телепат Зорн.
Мир, в котором разворачиваются действие мультсериала представляет собой фентезийную вселенную, выдержанную в стиле высокотехнологичного средневековья, где сосуществует сказочные существа (драконы, маги, каменные гиганты) и фантастическая техника (телепорты, роботы, звездолёты). Многие персонажи передвигаются на лошадях или иных ездовых животных, вместо механизированного транспорта и одеты в доспехи, при том, что применение лучевого оружия является нормой наравне с магией.

## Персонажи
- Галтар — главный герой, чистый сердцем, обладатель золотого копья, стилистически напоминающего световые мечи из франшизы «Звёздные войны»
- Принцесса Голита — законная наследница престола королевства Бэндизар
- Зорн — юный брат Голиты, обладает ментальными способностями
- Тормак — тиран, который с помощью силы удерживает власть в Бэндизаре
- Утар — туповатый командир гвардии головорезов (гюрзасов) Тормака
- Крымм — злой колдун, интриган и мастер обмана.
- Рак и Так — отец и сын, полугномы, пройдохи и обманщики, готовые ради денег служить как Тормаку так и Галтару.
- Рава — племянница Тормака. Колдунья, вооруженная волшебной перчаткой, которая вскоре достается Голите.

## Издания
10 ноября 2015 года Warner Archive выпустила «Галтар и Золотое копье» на DVD с региональным кодом «1», как часть своей коллекции классических произведений Ханна-Барбера.
В 1990-х сериал транслировался на каналах Boomerang и Cartoon Network.
В России официально не выходил, но существует несколько эпизодов с одноголосым переводом.